# Flame (Netzkultur)
Ein Flame (von englisch to flame ‚aufflammen‘) ist ein Kommentar im Internet, der sich provozierend an andere Teilnehmer richtet. Flamen kann dabei mit „zündeln“ übersetzt werden, im Sinne von vorsätzlich einen verbalen Disput entfachen (anzünden).

## Definition eines Flame-Wars
Ein Flame-War (deutsch Flammen-Krieg) entsteht, wenn sich viele Nutzer durch provokative Antworten engagieren, die auf den ursprünglichen Flamebait (von englisch to bait, deutsch: ‚ködern‘) bezogen sind. Flame-Wars ziehen oft viele Teilnehmer mit in den Konflikt (inklusive derer, die versuchen, den Konflikt beizulegen) und können die reguläre Forendiskussion negativ beeinflussen. Ein Flame-War ist demnach eine kontroverse Diskussion, bei der die Teilnehmer beleidigend werden und/oder völlig unsachlich argumentieren. Ein Flame-War entsteht meist aus einer sachlichen Diskussion, die dann in Nebenkriegsschauplätze abrutscht. Typisch ist dabei, dass die „Argumente“ Schlag auf Schlag geliefert werden. Flame-Wars sind ein Teil der Netzkultur; auf Mailinglisten oder Newsgroups gehören sie zu den wiederkehrenden Phänomenen, die auch durch die Anonymität der Kommunikation gefördert werden.

## Geduldetes und nicht geduldetes Flaming
Flaming wird in den meisten Foren als Unsitte empfunden und von den Moderatoren meist mit einer Verwarnung geahndet. Flaming kann sich in bestimmten Foren, die nur schwach moderiert werden, mitunter schnell ausbreiten und die sonst themenbezogene Gesprächsatmosphäre belasten.
Besonders in der Game-Szene gibt es Flaming und Flame-Wars häufig auch auf ironisch-humorvoller Ebene. Dies wird teilweise durch den Zusatz von Smileys oder Emoticons kenntlich gemacht, aber auch ohne diese Zusätze auf vielen Servern nicht als Störung empfunden, sondern als übliche Floskel kaum beachtet. Auch auf Gameservern wird Flaming betrieben. Oft beschimpfen Verlierer ihre Gegner als Hacker, Noobs oder Cheater.